# The Independent (Austin)
Pour les articles homonymes, voir The Independent (homonymie).
The Independent (ou Jenga Tower) est un gratte-ciel résidentiel à Austin aux États-Unis. Il s'élève à 210 mètres. Sa construction s'achève au premier semestre 2020.